# Keulahütte
Die Keulahütte GmbH ist ein deutsches Gießereiunternehmen mit Sitz in Krauschwitz im Landkreis Görlitz. Die bis 2017 zur VEM Holding gehörende Firma hat sich auf Druckrohrformstücke, Armaturen, Hydranten sowie Kunden- und Architekturgusserzeugnisse spezialisiert. Anfang 2018 wurde die Keulahütte GmbH an die KHK Casting AG mit Sitz in Zug (Schweiz) verkauft. Der Krauschwitzer Betrieb soll operativ in die "von Roll hydro Gruppe" integriert werden und sich in den Bereichen Infrastrukturguss für Wasser- und Gasversorgungen sowie Industrieguss weiterentwickeln.

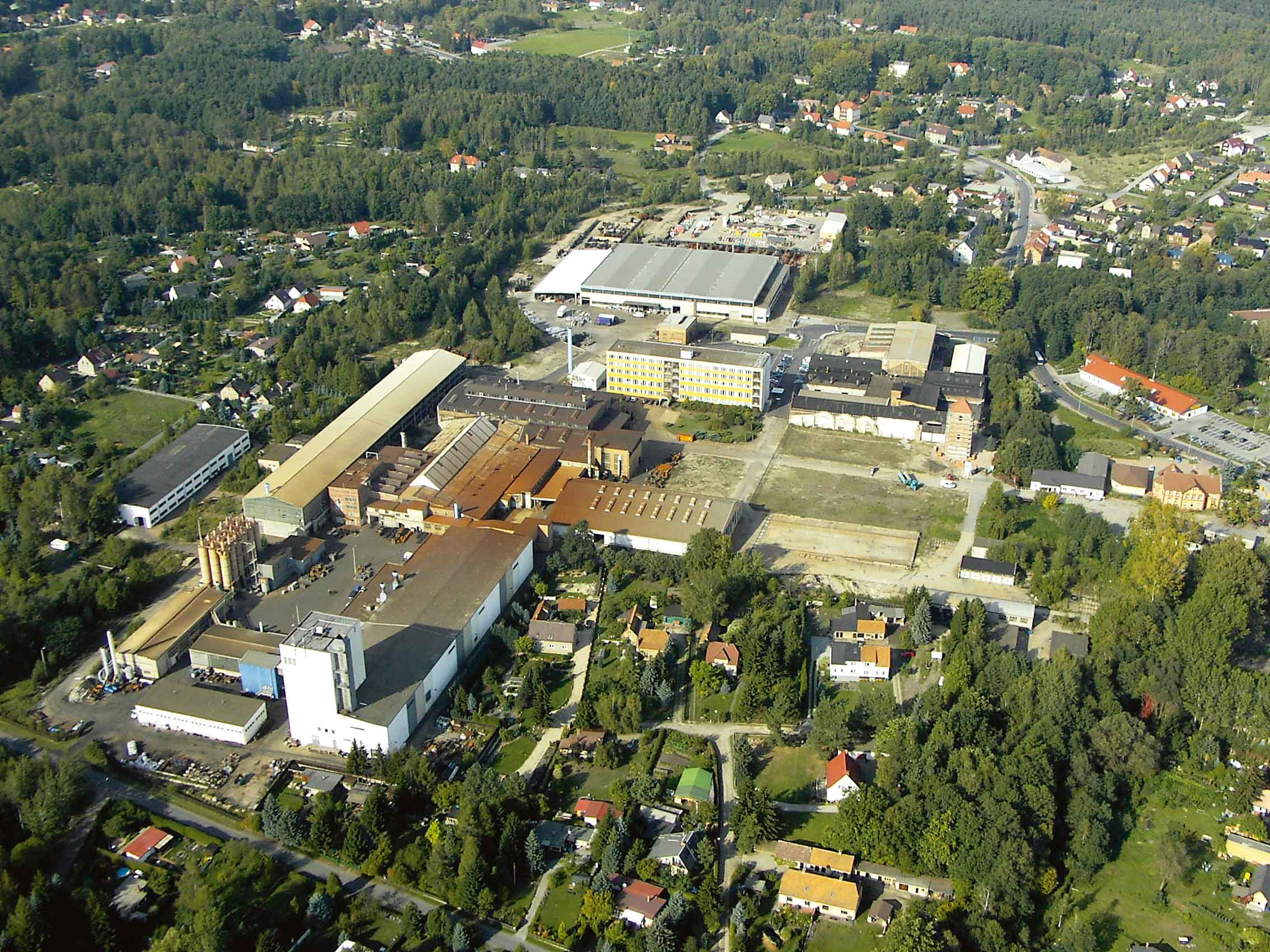
Keulahütte GmbH, Krauschwitz

## Geschichte

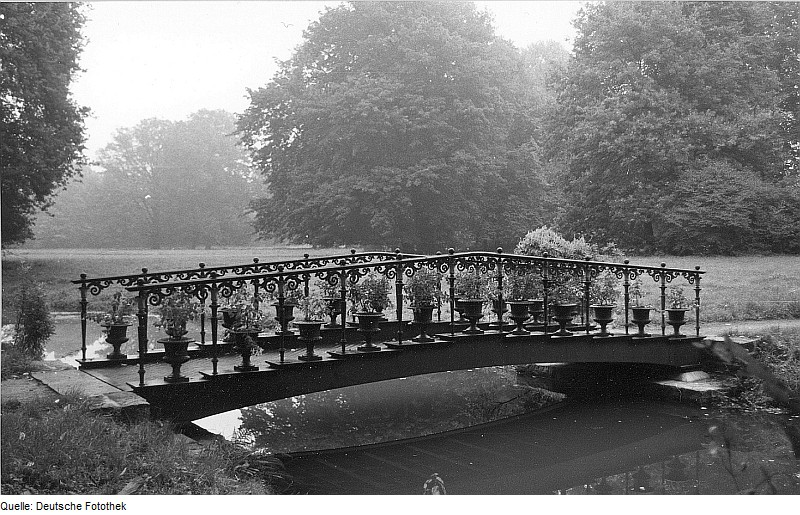
Die Fuchsienbrücke im Muskauer Park ist ein Erzeugnis der Eisenhütte Keula.

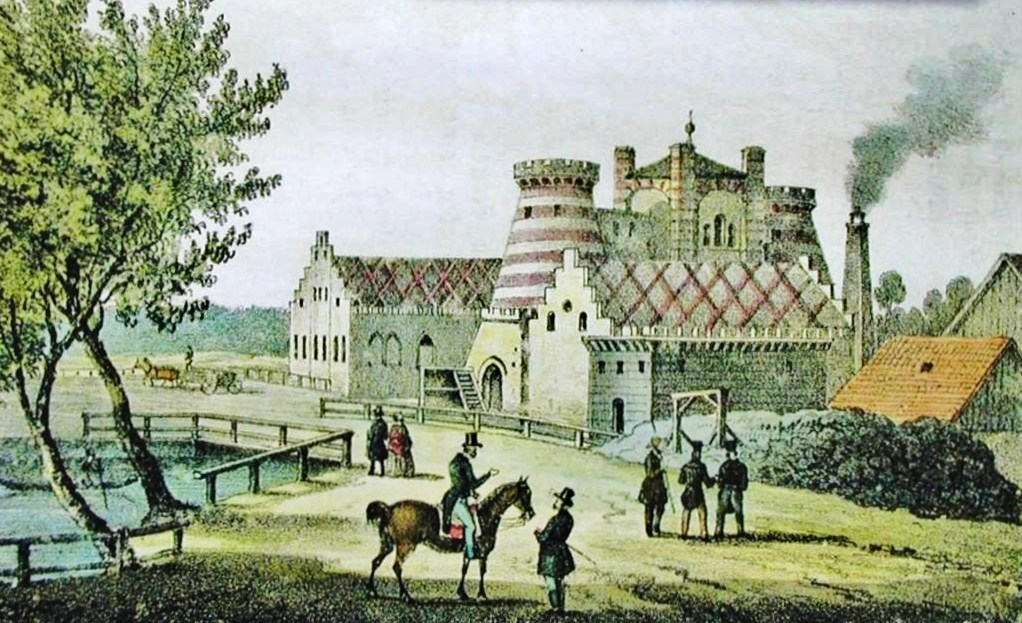
Eisenhüttenwerk in Keula um 1857 (Farblithographie von Gustav Täubert)

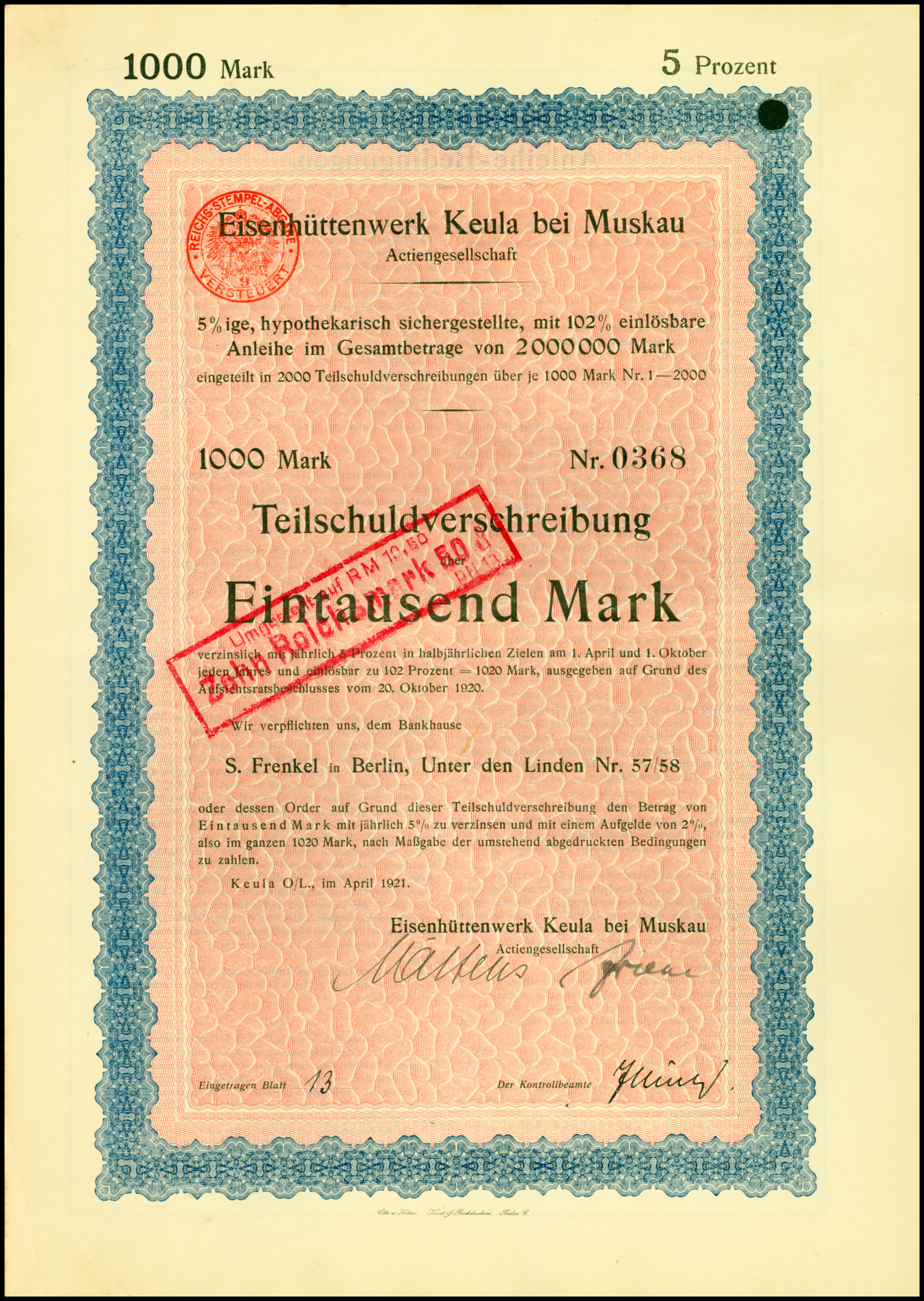
Teilschuldverschreibung über 1000 Mark des Eisenhüttenwerks Keula vom April 1921

Der Standort Keula hat sich über Jahrhunderte vom Eisenhammer über ein Eisenhüttenwerk bis zur heute bestehenden Gießerei Keulahütte entwickelt. 
Vermutlich erfolgte 1440 die erste urkundliche Erwähnung des Eisenhammers in Keula, da der Heimatforscher Robert Pohl in seinem „Heimatbuch des Kreises Rothenburg O.-L. für Schule und Haus“ von 1924 auf Seite 73 es so beschreibt. Leider fehlen darin jegliche Quellenangaben. Das älteste bisher aufgefundene Dokument datiert auf den 3. September 1513. Es ist jedoch davon auszugehen, dass der Hammer noch mindestens 200 Jahre älter ist. 
Mit der Industrialisierung Berlins im 19. Jahrhundert profilierte sich der Betrieb auf wasserwirtschaftliche und maschinenbautechnische Gusserzeugnisse. Während des Zweiten Weltkriegs wurden drei Viertel des Betriebes zerstört. 
Aus dem Eisenhüttenwerk Keula wurde 1929 die Keulahütte.
Nach dem Krieg entwickelte sich das Unternehmen als VEB Keulahütte Krauschwitz (KHK), später zum VEB Magdeburger Armaturenwerke „Karl Marx“ – Armaturenkombinat (MAW) gehörend, zu einem Guss- und Armaturenhersteller. Der Betrieb verfügte über einen direkten Anschluss an die Bahnstrecke Weißwasser–Bad Muskau. Die 1954 gegründete Arbeiterwohnungsbaugenossenschaft Keulahütte errichtete in den 1950er und 1960er Jahren in größerem Umfang Mehrfamilienhäuser für Beschäftigte in Krauschwitz. In den 1980er Jahren änderte sich die Kombinatszugehörigkeit kurzzeitig vom MAW zum Spezialbaukombinat Wasserbau. Zeitweilig waren im Betrieb über 1100 Personen beschäftigt. Mit der Wende begann ein massiver Marktanpassungsprozess, in dessen Folge sich das Unternehmen stark verkleinerte.
Am 1. Januar 1997 erfolgte die Privatisierung durch die Blaubeurer Unternehmerfamilie Adolf Merckle. Danach gehört die Keulahütte bis 2017 zur VEM Holding.

## Produkte
Das Lieferprogramm umfasst Druckrohrformstücke und Armaturen zum Einsatz im Trinkwasser-, Gas- und Abwasserbereich, Hydranten sowie Kundengusserzeugnisse. Zu den Architekturgusserzeugnissen gehören Nachbildungen historischer Vorlagen und Stadtmöbel.